# Rhaphiptera candicans
Rhaphiptera candicans är en skalbaggsart som beskrevs av Pierre Émile Gounelle 1908. Rhaphiptera candicans ingår i släktet Rhaphiptera och familjen långhorningar. Inga underarter finns listade i Catalogue of Life.